# Хеншань
Хеншань (кит.: 衡山) — гора в провінції Хунань, називається також Наньюе Хеншань (кит.: 南岳衡山), знаходиться неподалік селища Наньюе (南岳), за 50 км на північ від адміністративного ядра міста Хен'ян і за 110 км на південь від міста Чанша. Входить до числа п'яти священних гір Китаю.

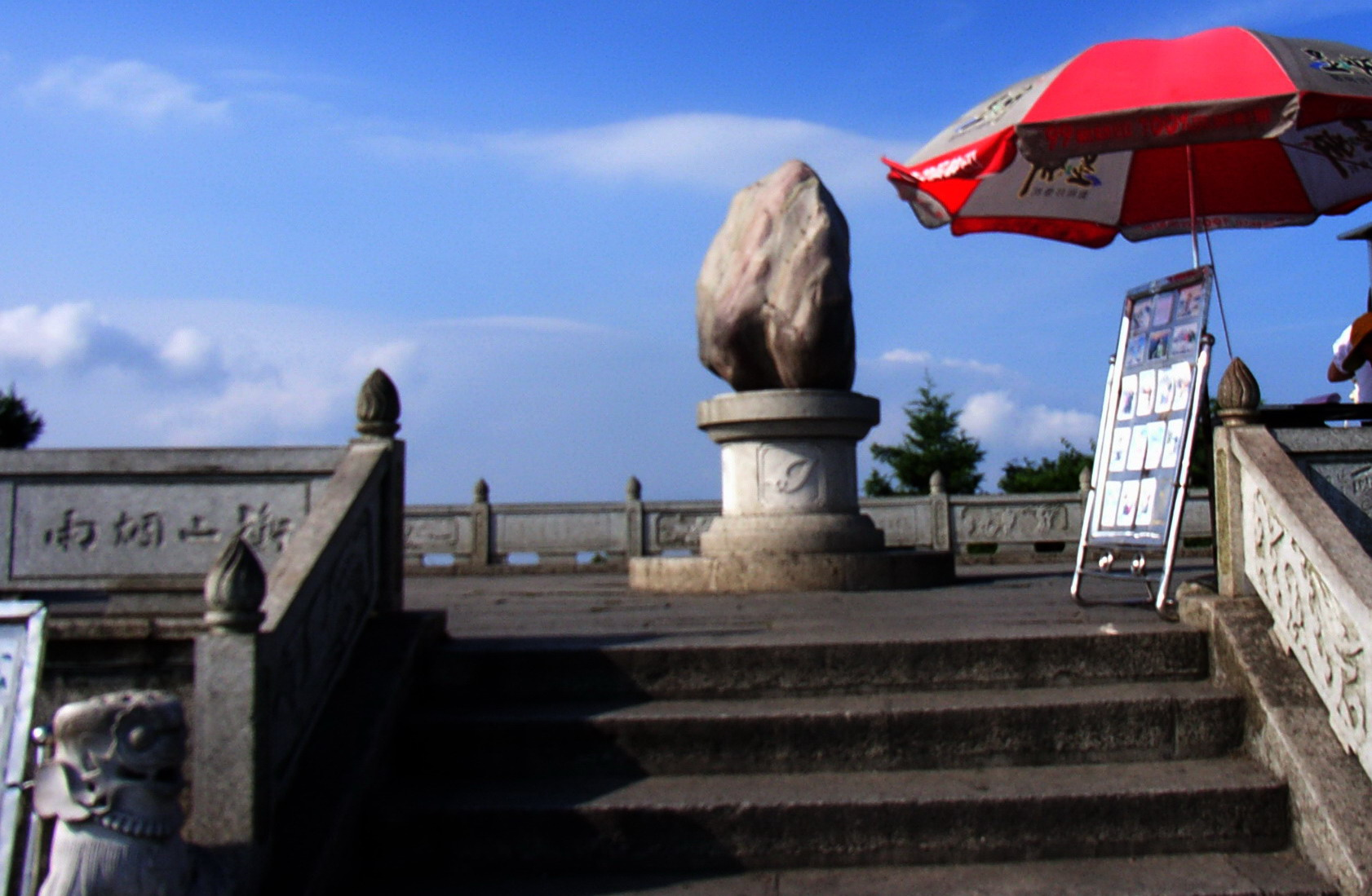
Пік Чжужун гори Хеншань — майданчик для спостереження місяця

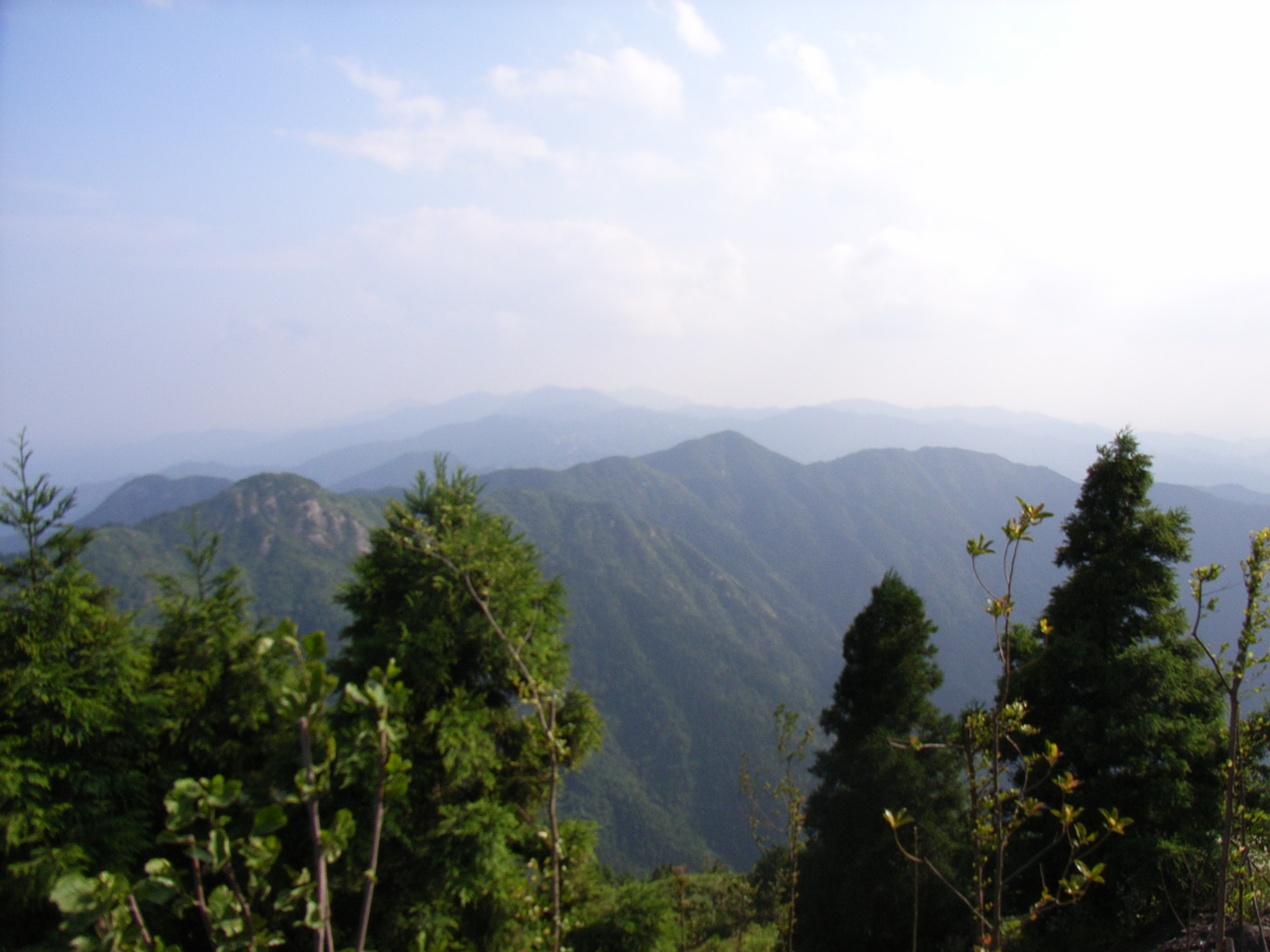
Гірські хребти Хеншань

Назва Хеншань означає «Гора рівноваги». Наньюе означає «Південний пік». На цій горі розташована велика кількість даоських храмів і буддійських монастирів, вона є центром паломництва. Увесь гірський комплекс має 150 км в довжину, на ньому розташовано 72 гірських вершини.
За багато століть в південних горах Хеншань сформувалася модель чернечого життя, для якої характерна сільськогосподарська праця і споглядання. Буддійські обряди і споглядальне життя поєднуються з посівом хліба, вирощуванням овочів, чаївництвом і т. д., — відзначається на одному з туристичних порталів.
Територія гори, храми і монастирі на ній охороняються державою. Останніми роками там обладнаний парк, до вершини підведено автомобільну дорогу з автобусним сполученням, працює підйомник.

## Інфраструктура
Територію гори оголошено заповідником, до якого є три входи.
Є канатна дорога на середині гори, що покриває одну третину підйому.
Через заповідник прокладено автомобільну дорогу з двох гілок, основна дорога веде від головного входу Канляолун до нижньої станції канатної дороги, далі до верхньої станції канатної дороги і до майданчика перед підйомом на вершину Чжужун. Відгалуження дороги йде від нижньої станції канатної дороги до бічного входу Силін і до Містечка Народної Культури, і з'єднується з головною дорогою біля верхньої станції канатної дороги.
До нижньої станції канатної дороги ходить автобус, по дорогах курсує внутрішнє таксі.
Через увесь парк тягнуться пішохідні стежки, викладені каменями.

## Храми
- Пік Чжужун (кит. 祝融峰, пін. Zhurong) заввишки близько 1300 м, пік названий на честь пані Чжужун, героїні середньовічного роману «Троєцарство», що походить від духу вогню місцевого племені Чжужун, її образ в китайській культурі втілює войовничу жінку-амазонку. На вершині знаходиться даоський храм Палац Чжужун, і тераса для споглядання місяця. Численні легенди зв'язують це місце з древнім культом вогню, покровитель вогню Янь-ді (кит. 炎帝) асоціюється також з легендарним володарем Шень-нуном. З вершини відкривається прекрасний вид на увесь гірський масив з усіх боків. До піку і палацу Чжужун ведуть широкі кам'яні сходи.
- Храм Наньюе Дамяо біля підніжжя гори — великий даоський і буддійський храмовый комплекс, входить до складу паломництва перед підйомом на гору Хеншань
- Зал Сховище Сутр
- Моцзинтай
- Печера Шуйлянь
- Монумент Даю
- Міст Хуейсянь — древній вузький кам'яний міст над прірвою.

## Ресурси Інтернету
- Вікісховище має мультимедійні дані за темою: Хеншань
- Сервер Наньюе (англ., кит.)

## Виноски
1. ↑  19430.html Подорож в гори Хеншань: відчуйте себе ченцем[недоступне посилання з липня 2019]